# Snake's Revenge
Snake's Revenge é um jogo eletrônico de espionagem de 1990 lançado para Nintendo Entertainment System pela Konami. O jogo foi produzido como uma suposta seqüência do primeiro Metal Gear, feito especificamente para o mercado das regiões PAL e norte-americano, seguindo o sucesso do primeiro jogo para NES. Contudo, Hideo Kojima, o designer do primeiro jogo, não estava ciente do desenvolvimento de Snake's Revenge e, quando foi informado da criação do jogo, iniciou a produção da sua própria seqüência para MSX2. O jogo resultante, Metal Gear 2: Solid Snake, que foi exclusivamente lançado para o Japão alguns meses mais tarde, é reconhecido como a seqüência canônica do primeiro Metal Gear, fazendo Snake's Revenge um jogo não-canônico à série.